# Französische Rugby-Union-Meisterschaft 1966/67
Die Saison 1966/67 war die 68. Austragung der französischen Rugby-Union-Meisterschaft (französisch Championnat de France de rugby à XV). Sie umfasste 56 Mannschaften in der ersten Division (heutige Top 14).
Die Meisterschaft begann mit der Gruppenphase, bei der in sieben Gruppen je acht Mannschaften gegeneinander antraten. Die Erst- bis Viertplatzierten jeder Gruppe sowie die vier besten Fünftplatzierten zogen in die Finalphase ein. Wegen der Aufstockung der Liga in der nächsten Saison gab es keine Absteiger. Es folgten Sechzehntel-, Achtel-, Viertel- und Halbfinale. Im Endspiel, das am 28. Mai 1967 im Parc Lescure in Bordeaux stattfand, trafen die zwei Halbfinalsieger aufeinander und spielten um den Bouclier de Brennus. Dabei setzte sich die US Montauban gegen den CA Bègles durch und errang den bisher einzigen Meistertitel der Vereinsgeschichte.

## Gruppenphase
|    | Team            | Siege | Unent. | Ndlg. | Spiel- punkte | Diff. | Tabellen- punkte |
| -- | --------------- | ----- | ------ | ----- | ------------- | ----- | ---------------- |
| 1. | SU Agen         | 11    | 1      | 2     | 175:101       | + 74  | 37               |
| 2. | FC Lourdes      | 9     | 0      | 5     | 206:92        | + 114 | 32               |
| 3. | CA Bègles       | 8     | 2      | 4     | 138:92        | + 46  | 32               |
| 4. | US Tyrosse      | 8     | 0      | 6     | 118:108       | + 10  | 30               |
| 5. | Valence Sportif | 7     | 1      | 6     | 125:161       | − 36  | 29               |
| 6. | Stade Rochelais | 7     | 0      | 7     | 135:111       | + 24  | 28               |
| 7. | AS Montferrand  | 4     | 0      | 10    | 93:151        | − 58  | 22               |
| 8. | Lyon OU         | 0     | 0      | 14    | 39:213        | − 174 | 14               |

|    | Team          | Siege | Unent. | Ndlg. | Spiel- punkte | Diff. | Tabellen- punkte |
| -- | ------------- | ----- | ------ | ----- | ------------- | ----- | ---------------- |
| 1. | SC Angoulême  | 8     | 2      | 4     | 109:151       | − 42  | 32               |
| 2. | RC Toulon     | 8     | 1      | 5     | 194:112       | + 82  | 31               |
| 3. | US Dax        | 8     | 1      | 5     | 169:99        | + 70  | 31               |
| 4. | USA Perpignan | 8     | 0      | 6     | 160:102       | + 58  | 30               |
| 5. | RC Vichy      | 6     | 2      | 6     | 104:132       | − 28  | 28               |
| 6. | CA Lannemezan | 4     | 2      | 8     | 118:145       | − 27  | 24               |
| 7. | USA Limoges   | 4     | 2      | 8     | 60:106        | − 46  | 24               |
| 8. | SC Mazamet    | 5     | 0      | 9     | 73:140        | − 67  | 24               |

|    | Team              | Siege | Unent. | Ndlg. | Spiel- punkte | Diff. | Tabellen- punkte |
| -- | ----------------- | ----- | ------ | ----- | ------------- | ----- | ---------------- |
| 1. | AS Béziers        | 9     | 1      | 4     | 148:88        | + 60  | 33               |
| 2. | SC Graulhet       | 8     | 2      | 4     | 124:54        | + 70  | 32               |
| 3. | US Cognac         | 8     | 1      | 5     | 87:73         | + 14  | 31               |
| 4. | AS Saint-Junien   | 6     | 2      | 6     | 71:117        | − 46  | 28               |
| 5. | Stade Aurillacois | 5     | 2      | 7     | 99:73         | + 26  | 26               |
| 6. | Stade Beaumontois | 4     | 3      | 7     | 60:110        | − 50  | 25               |
| 7. | Stade Bordelais   | 5     | 1      | 8     | 102:158       | − 56  | 25               |
| 8. | SC Albi           | 5     | 0      | 9     | 90:108        | − 18  | 24               |

|    | Team                  | Siege | Unent. | Ndlg. | Spiel- punkte | Diff. | Tabellen- punkte |
| -- | --------------------- | ----- | ------ | ----- | ------------- | ----- | ---------------- |
| 1. | La Voulte Sportif     | 10    | 1      | 3     | 204:80        | + 124 | 35               |
| 2. | Section Paloise       | 9     | 0      | 5     | 134:98        | + 36  | 32               |
| 3. | Racing Club de France | 7     | 3      | 4     | 125:77        | + 48  | 31               |
| 4. | FC Auch               | 7     | 1      | 6     | 136:99        | + 37  | 29               |
| 5. | CS Vienne             | 5     | 2      | 7     | 77:117        | − 40  | 26               |
| 6. | CS Bourgoin-Jallieu   | 5     | 1      | 8     | 81:173        | − 92  | 25               |
| 7. | RC Chalon             | 4     | 2      | 8     | 88:152        | − 64  | 24               |
| 8. | FC Saint-Claude       | 4     | 0      | 10    | 71:120        | − 49  | 22               |

|    | Team                  | Siege | Unent. | Ndlg. | Spiel- punkte | Diff. | Tabellen- punkte |
| -- | --------------------- | ----- | ------ | ----- | ------------- | ----- | ---------------- |
| 1. | CA Brive              | 13    | 0      | 1     | 215:59        | + 156 | 40               |
| 2. | Stade Toulousain      | 9     | 1      | 4     | 132:89        | + 43  | 33               |
| 3. | CA Périgueux          | 8     | 0      | 6     | 149:102       | + 47  | 30               |
| 4. | US Quillan            | 8     | 0      | 6     | 133:140       | − 7   | 30               |
| 5. | SC Tulle              | 5     | 2      | 7     | 117:84        | + 33  | 26               |
| 6. | US Carmaux            | 6     | 0      | 8     | 138:179       | − 41  | 26               |
| 7. | US Foix               | 3     | 1      | 10    | 59:183        | − 124 | 21               |
| 8. | Paris Université Club | 1     | 2      | 11    | 79:186        | − 107 | 18               |

|    | Team                | Siege | Unent. | Ndlg. | Spiel- punkte | Diff. | Tabellen- punkte |
| -- | ------------------- | ----- | ------ | ----- | ------------- | ----- | ---------------- |
| 1. | RC Narbonne         | 11    | 0      | 3     | 252:74        | + 178 | 36               |
| 2. | US Montauban        | 8     | 4      | 2     | 115:87        | + 28  | 34               |
| 3. | TOEC                | 7     | 2      | 5     | 118:81        | + 37  | 30               |
| 4. | Stade Dijonnais     | 7     | 1      | 6     | 92:98         | − 6   | 29               |
| 5. | FC Grenoble         | 7     | 0      | 7     | 106:86        | + 20  | 28               |
| 6. | Stade Montluçonnais | 5     | 1      | 8     | 76:176        | − 100 | 25               |
| 7. | Castres Olympique   | 3     | 1      | 10    | 60:132        | − 72  | 21               |
| 8. | SO Chambéry         | 3     | 1      | 10    | 63:148        | − 85  | 21               |

Gruppe G
|    | Team               | Siege | Unent. | Ndlg. | Spiel- punkte | Diff. | Tabellen- punkte |
| -- | ------------------ | ----- | ------ | ----- | ------------- | ----- | ---------------- |
| 1. | Stade Montois      | 10    | 2      | 2     | 263:119       | + 144 | 36               |
| 2. | Aviron Bayonnais   | 8     | 4      | 2     | 167:102       | + 65  | 34               |
| 3. | Stadoceste Tarbais | 7     | 2      | 5     | 183:109       | + 74  | 30               |
| 4. | US Romans          | 7     | 2      | 5     | 123:129       | − 6   | 30               |
| 5. | US Bressane        | 6     | 0      | 8     | 101:174       | − 73  | 26               |
| 6. | SA Saint-Sever     | 4     | 2      | 8     | 95:184        | − 89  | 24               |
| 7. | Biarritz Olympique | 4     | 1      | 9     | 69:131        | − 62  | 23               |
| 8. | Cahors Rugby       | 2     | 3      | 9     | 78:131        | − 53  | 21               |

## Finalphase

### 1/16-Finale
| Datum         | Begegnung                           | Ergebnis |
| ------------- | ----------------------------------- | -------- |
| 2. April 1967 | CA Brive – SC Tulle                 | 12:08    |
| 2. April 1967 | RC Toulon – Racing Club de France   | 09:06    |
| 2. April 1967 | US Montauban – US Romans            | 09:08    |
| 2. April 1967 | US Quillan – Aviron Bayonnais       | 06:05    |
| 2. April 1967 | Stade Montois – Valence Sportif     | 15:09    |
| 2. April 1967 | CA Périgueux – Section Paloise      | 06:03    |
| 2. April 1967 | SC Graulhet – TOEC                  | 11:0     |
| 2. April 1967 | La Voulte Sportif – AS Saint-Junien | 09:03    |
| 2. April 1967 | CA Bègles – US Cognac               | 06:0     |
| 2. April 1967 | SU Agen – RC Vichy                  | 06:03    |
| 2. April 1967 | SC Angoulême – FC Auch              | 06:03    |
| 2. April 1967 | Stade Toulousain – US Tyrosse       | 13:0     |
| 2. April 1967 | US Dax – Stadoceste Tarbais         | 09:03    |
| 2. April 1967 | RC Narbonne – FC Grenoble           | 21:10    |
| 2. April 1967 | FC Lourdes – USA Perpignan          | 30:03    |
| 2. April 1967 | AS Béziers – Stade Dijonnais        | 03:0     |

### Achtelfinale
| Datum          | Begegnung                       | Ergebnis |
| -------------- | ------------------------------- | -------- |
| 16. April 1967 | CA Brive – RC Toulon            | 06:3     |
| 16. April 1967 | US Montauban – US Quillan       | 19:3     |
| 16. April 1967 | Stade Montois – CA Périgueux    | 14:9     |
| 16. April 1967 | SC Graulhet – La Voulte Sportif | 16:9     |
| 16. April 1967 | CA Bègles – SU Agen             | 09:6     |
| 16. April 1967 | SC Angoulême – Stade Toulousain | 03:3     |
| 16. April 1967 | US Dax – RC Narbonne            | 14:6     |
| 16. April 1967 | FC Lourdes – AS Béziers         | 14:0     |

### Viertelfinale
| Datum          | Begegnung                   | Ergebnis |
| -------------- | --------------------------- | -------- |
| 30. April 1967 | CA Brive – US Montauban     | 00:03    |
| 30. April 1967 | Stade Montois – SC Graulhet | 03:09    |
| 30. April 1967 | CA Bègles – SC Angoulême    | 09:03    |
| 30. April 1967 | US Dax – FC Lourdes         | 22:11    |

### Halbfinale
| Datum        | Begegnung                  | Ergebnis |
| ------------ | -------------------------- | -------- |
| 14. Mai 1967 | US Montauban – SC Graulhet | 03:9     |
| 14. Mai 1967 | CA Bègle – US Dax          | 08:3     |

### Finale
| 28. Mai 1967 | US Montauban                                                | 11 : 3        | CA Bègles                  | Parc Lescure, Bordeaux Zuschauer: 32.115 Schiedsrichter: Georges Domercq |
| 28. Mai 1967 | Versuche: Londios (2) Bourgade (1) Erhöhungen: Bourgade (1) | (3:0) Bericht | Versuche: Swierczinski (1) | Parc Lescure, Bordeaux Zuschauer: 32.115 Schiedsrichter: Georges Domercq |

Aufstellungen
US Montauban: Louis Blanc, Francis Bourgade, Jean-Michel Cabanier, Bernard Cardebat, Gaston Carrie, Gérard David, Jean Daynes, Jacques Delcros, Jacques Londios, Jean-Pierre Malavelle, Arnaud Marquesuzaa, Moïse Maurière, André Piazza, Jean-Claude Sahuc, Jean Sirac
CA Bègles: Alain Bergèse, Alain Besson, Michel Boucherie, Gino Caron, Jacques Cazaban, Jacques Crampagne, Lucien Denjean, Michel Discazeaux, Daniel Dubois, François Morlaes, Antoine Savio, Max Semont, Georges Soleil, Christian Swierczinski, Jean Trillo